# Semir Kerla
Semir Kerla (ur. 26 września 1987 w Sarajewie) – bośniacki piłkarz grający na pozycji obrońcy. Obecnie jest zawodnikiem.

## Kariera piłkarska
Kerla profesjonalną karierę rozpoczął w mało znanym klubie Radnik Hadžići. Zimą 2008 roku przeniósł się do FK Željezničar, w którym spędził trzy lata. W 2011 roku trafił do Grecji, do MGS Panserraikos, po zaledwie jednej rundzie przeniósł się jednak do słowackiego MŠK Žilina. W tym zespole nie zdołał wywalczyć miejsca w składzie, zaliczył jedynie dwa występy i zimą 2012 roku powrócił do FK Željezničar.

## Kariera reprezentacyjna
W reprezentacji Bośni i Hercegowiny zadebiutował 10 grudnia 2010 roku w towarzyskim meczu z reprezentacją Polski. Na boisku przebywał przez całą pierwszą połowę, a w 45 minucie został ukarany żółtą kartką.
| Mecze i gole w reprezentacji | Mecze i gole w reprezentacji | Mecze i gole w reprezentacji | Mecze i gole w reprezentacji | Mecze i gole w reprezentacji | Mecze i gole w reprezentacji | Mecze i gole w reprezentacji |
| #                            | Data                         | Stadion                      | Rywal                        | Wynik                        | Gol                          | Rozgrywki                    |
| 2010                         | 2010                         | 2010                         | 2010                         | 2010                         | 2010                         | 2010                         |
| ---------------------------- | ---------------------------- | ---------------------------- | ---------------------------- | ---------------------------- | ---------------------------- | ---------------------------- |
| 1.                           | 10.12.2010                   | Antalya, Turcja              | Polska                       | 2:2                          | 0                            | towarzyski                   |

## Sukcesy

### Klubowe

#### Željezničar
- Mistrzostwo Bośni i Hercegowiny (3x): 2009/2010, 2011/2012, 2012/2013
- Wicemistrzostwo Bośni i Hercegowiny (1x): 2016/2017
- Zdobywca Pucharu Bośni i Hercegowiny (1x) : 2011/2012
- Finalista Pucharu Bośni i Hercegowiny (2x) : 2009/2010, 2012/2013

#### Žalgiris
- Mistrzostwo Litwy (2x): 2014, 2015
- Zdobywca Pucharu Litwy (1x): 2014/2015

#### Sūduva
- Mistrzostwo Litwy (3x): 2017, 2018, 2019
- Zdobywca Pucharu Litwy (1x): 2019
- Zdobywca Superpucharu Litwy (2x): 2018, 2019